# Sclerodactylon
Sclerodactylon là một chi thực vật có hoa trong họ Hòa thảo (Poaceae).

## Loài
Chi Sclerodactylon gồm các loài: